# Матьє Монкур
Матьє Монкур (фр. Mathieu Montcourt; 4 березня 1985 — 6 липня 2009) — колишній французький тенісист.
Найвищу одиночну позицію світового рейтингу — 104 місце досяг 22 червня 2009, парну — 314 місце — 30 липня 2007 року.
Найвищим досягненням на турнірах Великого шолома було 2 коло в одиночному розряді.
Завершив кар'єру 2009 року.

## Титули

### Одиночний розряд
| Легенда (одиночний розряд) |
| Великий шлем (0)           |
| Tennis Masters Cup (0)     |
| Серія Мастерс ATP (0)      |
| Тур ATP (0)                |
| Челленджери (3)            |
| Ф'ючерси (3)               |

| Ранг | Дата           | Турнір                    | Покриття | Суперник у фіналі | Рахунок у фіналі |
| 1.   | 9 серпня 2004  | Л'Аквіла, Італія          | Ґрунт    | Андрій Голубєв    | 6–2, 6–1         |
| 2.   | 24 жовтня 2005 | Родез, Франція            | Тверде   | Тобіас Клеменс    | 6–3, 6–2         |
| 3.   | січень 2007    | Дурбан, ПАР               | Тверде   | Рік де Вуст       | 5–7, 6–3, 6–2    |
| 4.   | 7 квітня 2008  | Монца, Італія             | Ґрунт    | Антоніо Веїч      | 6–2, 7–5         |
| 5.   | 23 червня 2008 | Реджо-нель-Емілія, Італія | Ґрунт    | Пабло Андухар     | 2–6, 6–2, 6–4    |
| 6.   | 28 липня 2008  | Тампере, Фінляндія        | Ґрунт    | Флавіо Чіполла    | 6–2, 6–2         |